# Lomagramma
Lomagramma es un género de helechos perteneciente a la familia  Dryopteridaceae. Contiene 18 especies descritas y de estas, solo 9 aceptadas. Se distribuyen por Brasil.

## Taxonomía
El género fue descrito por John Smith (botánico)  y publicado en Journal of Botany, being a second series of the Botanical Miscellany 3: 402. 1841.  La especie tipo es: Lomagramma pteroides J.Sm. 

## Especies
- Lomagramma articulata (Fée) Copel.
- Lomagramma grosseserrata Holttum
- Lomagramma guianensis (Aubl.) Ching
- Lomagramma lomarioides (Blume) J. Sm.
- Lomagramma matthewii (Ching) Holttum
- Lomagramma medogensis Ching & Y.X. Ling
- Lomagramma novoguineensis (Brause) C. Chr.
- Lomagramma sorbifolia (Willd.) Ching
- Lomagramma yunnanensis Ching